# Ханше, Антон
Антон Мариниус Ханше (норв. Antn Marinius Hanche; 7 декабря 1849, Хортен — 31 марта 1924, Осло) — норвежский хоровой дирижёр, музыкальный педагог и издатель.
Основал детский хор, которым руководил до конца жизни (в этом хоре начинала занятия вокалом известная в дальнейшем певица Марта Сандал). В 1878 г. учредил музыкальное издательство, преимущественно для публикации сборников хоровой музыки, однако уже в 1881 г. вынужден был продать дело издательству Карла Вармута (ныне Norsk Musikforlag); тем не менее, вплоть до 1907 г. продолжал выпускать отдельные издания. Составил ряд сборников хоровой музыки, в том числе для школьного пения.
Награждён Золотой королевской медалью заслуг (1923).